# Kalwaria Zebrzydowska
Kalwaria Zebrzydowska è un comune urbano-rurale della Polonia meridionale, che contava 4 524 abitanti nel 2004.

## Storia
Dal 1999 è situata nel voivodato della Piccola Polonia, mentre prima faceva parte del voivodato di Bielsko-Biała.

## Luoghi d'interesse
Il santuario è il più conosciuto della Polonia, dopo quello di Jasna Góra a Częstochowa. L'architettura manierista e tutto il paesaggio che si osserva dal parco del pellegrinaggio di Kalwaria Zebrzydowska entrarono nel 1999 nel patrimonio dell'UNESCO come patrimonio dell'umanità.